# ماريانو ماركيتي
ماريانو ماركيتي (بالإيطالية: Mariano Marchetti)‏ (20 فبراير 1960 باسانو دل غرابا إيطاليا - ) هو لاعب كرة قدم إيطالي، يلعب كلاعب وسط.

## مسيرته

### مسيرته مع الأندية
- 1978 - 1982 لعب مع نادي برو باتاريا 130 مباراة سجل خلالها 9 أهداف.
- 1982 - 1983 لعب مع نادي كالياري 16 مباراة سجل خلالها هدف.
- 1983 - 1983 لعب مع نادي بادوفا 14 مباراة سجل خلالها هدف.
- 1983 - 1984 لعب مع نادي بريشيا 3 مباريات.
- 1984 - 1985 لعب مع نادي أنكونا 32 مباراة سجل خلالها هدفين.
- 1985 - 1986 لعب مع ASD Francavilla [الإنجليزية]‏ 28 مباراة سجل خلالها هدفين.
- 1986 - 1987 لعب مع SSD Sanremese Calcio [الإنجليزية]‏ 31 مباراة سجل خلالها 3 أهداف.
- 1987 - 1988 لعب مع نادي باليرمو 31 مباراة سجل خلالها هدف.
- 1988 - 1989 لعب مع نادي فوجيا 31 مباراة سجل خلالها هدف.
- 1989 - 1990 لعب مع نادي كاسيرتانا 31 مباراة سجل خلالها هدف.
- 1990 - 1991 لعب مع نادي فيتشينزا 22 مباراة.
- 1991 - 1992 لعب مع نادي كاتانيا 25 مباراة.
- 1992 - 1994 لعب مع نادي كاسيرتانا 26 مباراة.
- 1996 - 1997 لعب مع US Recanatese [الإنجليزية]‏ 24 مباراة.
- 1997 - 1999 لعب مع نادي ييزي [الإنجليزية]‏ 12 مباراة.